# حشره‌خوار بزرگ کورسیکا
 حشره‌خوار بزرگ کورسیکا (نام علمی: Asoriculus corsicanus) نام یک گونه از تیره حشره‌خوار است.